# 拉法葉 (明尼蘇達州)
拉法葉（英語：Lafayette）是一個位於美國明尼蘇達州尼科萊特縣的城市。

## 人口
根據2020年美國人口普查的數據，拉法葉的面積為3.26平方千米，皆為陸地。當地共有人口492人，而人口密度為每平方千米151人。